# Дункер, Максимилиан
Максимилиан Дункер (нем. Maximilian Duncker; 15 октября 1811, Берлин — 21 июля 1886, Ансбах, Бавария) — немецкий историк античности, публицист, политик. Член Прусской и Гёттингенской академии наук.

## Биография
Сын издателя Карла Дункера (нем.) и Фанни Августы Баббет Леви (нем. Fanny Auguste Babett Levy, 1791–1869), дочери юанкира Вольфа Леви (нем. Wolff Levy). Братья: издатель Александр Дункер (нем.), берлинский бургомистр Германн Дункер (нем.) и политик Франц Дункер (нем.).
Выпускник Боннского университета.
С 1848 года принадлежал к правому крылу Франкфуртского национального собрания, в 1849—1852 гг. — член Прусского национального собрания, депутат Эрфуртского парламента.
Профессор в Галле, затем с 1857 — профессор Тюбингенского университета. В 1867—1874 годы — директор Прусских государственных архивов.

## Научная деятельность
Занимался не только древней, но и новой историей. Имел много общего со своим другом И. Г. Дройзеном: это была, по выражению Г. фон Трейчке, «политическая натура», не только учёный, но и публицист, страстный патриот, принимавший деятельное участие в борьбе за единство Германии, либерал, как большая часть тогдашних патриотов, мечтавших о единой Германии, и в то же время монархист, преданный прусскому королевскому дому, враг демократии и радикализма, в молодости приговоренный к заключению в крепость как демагог и агитатор, и его «История древности», доставившая ему славу, подготовлена не в тиши кабинета, а среди политической и парламентской борьбы и агитации.
Автор книг и статей по истории Древней Греции, Германских государств и др.
«История древности» М. Дункера в первом издании появилась еще в 1850-х годах (Leipzig, 1852—1857), причем она состояла тогда из четырех томов, из которых первые два содержали историю Востока, а III и IV (1856—1857) — историю Греции до отражения персов включительно. С тех пор она переиздавалась несколько раз; над нею М. Дункер не переставал работать в течение более 30 лет, до самой своей смерти. В конце 1870-х — начале 1880-х годов он переработал свою «Историю древности» коренным образом: в этом последнем (7-м, 1877 г.) издании истории Востока посвящено уже не два, как было сначала, а четыре тома, истории Греции до Платейской битвы — три тома, вместо прежних двух. Но на этом Дункер не остановился: несмотря на преклонные годы — ему было тогда уже более 70 лет, он решился продолжать труд, начатый за 30 лет до того, и в 1884 г. вышел 8-й том («Die Gründung der Macht Athens und der erste Krieg mit den Peloponnesiern»), а в 1886-м — 9-й («Die Staatsleitung des Perikles»), составляющие начало «Новой серии» (Neue Folge). Через несколько месяцев Дункер умер, и таким образом история Греции осталась у него неоконченною: она доведена до смерти Перикла.

## Избранные публикации
- Abhandlungen aus der Neueren Geschichte. Leipzig : Duncker & Humblot, 1887
- Aus der Zeit Friedrichs des Großen und Friedrich Wilhelms III. : Abhandlungen zur preußischen Geschichte. Leipzig : Duncker & Humblot, 1876
- Zur Geschichte der deutschen Reichsversammlung in Frankfurt. Berlin : Duncker & Humblot, 1849
- Geschichte des Alterthums. Berlin später Leipzig: Duncker & Humblot. 4.Bde. 1852—1857
- Preussische Staatsschriften aus der Regierungszeit König Friedrichs II / im Auftrag d. Königlichen Akademie der Wissenschaften zu Berlin hrsg. von J. G. Droysen und M. Duncker. Berlin : Duncker, 1877—1892
- Vier Monate auswärtiger Politik : mit Urkunden. Berlin : Veit ; Berlin : Schiementz, 1851
- Heinrich von Gagern : Eine biographische Skizze. Leipzig : Costenoble und Remmelmann, 1850
- Origines Germanicae : commentatio prima. Berlin, 1840
- История древнего мира. 1852
- История Греции. 1857